# Brzeźce (Lublin)
Pour les articles homonymes, voir Brzeźce.
Brzeźce (prononciation [ˈbʐɛɕt͡sɛ]) est un village de la gmina de Stężyca du powiat de Ryki dans la voïvodie de Lublin, situé dans l'est de la Pologne.
Le village compte approximativement une population de 450 habitants.

## Histoire
De 1975 à 1998, le village est attaché administrativement à l'ancienne voïvodie de Lublin.
Depuis 1999, il fait partie de la nouvelle voïvodie de Lublin.